# Dave Esser
Edward David Esser (sinh ngày 20 tháng 6 năm 1957) là một cầu thủ bóng đá người Anh thi đấu ở vị trí tiền vệ ở Football League trong thập niên 1970 và 1980.
Ông bắt đầu với vị trí học việc tại Everton mùa giải 1975-76 nhưng không thi đấu trận nào và chuyển đến Rochdale nơi ông có 180 lần ra sân. Sau Rochdale ông gia nhập câu lạc bộ Síp APOEL, và tiếp tục thi đấu cho Karlskrona, Altrincham, Hyde United, Witton Albion (ba lần), Northwich Victoria, Macclesfield Town, Stalybridge Celtic, Winsford United và Ashton United.